# Episodi di The Adventures of Kit Carson (quarta stagione)
La quarta stagione della serie televisiva The Adventures of Kit Carson è andata in onda negli Stati Uniti dal 31 luglio 1954 al 22 gennaio 1955 in syndication.
| nº | Titolo originale            | Prima TV USA      |
| -- | --------------------------- | ----------------- |
| 1  | Trails Westward             | 31 luglio 1954    |
| 2  | Stampede Fury               | 7 agosto 1954     |
| 3  | Bullets of Mystery          | 14 agosto 1954    |
| 4  | The Wrong Man               | 21 agosto 1954    |
| 5  | The Gatling Gun             | 28 agosto 1954    |
| 6  | Powder Depot                | 4 settembre 1954  |
| 7  | The Hermit of Indian Ridge  | 11 settembre 1954 |
| 8  | Riders of the Hooded League | 18 settembre 1954 |
| 9  | Frontier of Challenge       | 25 settembre 1954 |
| 10 | Trail to Bordertown         | 2 ottobre 1954    |
| 11 | No Man's Law                | 9 ottobre 1954    |
| 12 | The Missing Hacienda        | 16 ottobre 1954   |
| 13 | Renegades at Rejo           | 23 ottobre 1954   |
| 14 | Ghost Town Garrison         | 30 ottobre 1954   |
| 15 | Eyes of the Outlaw          | 6 novembre 1954   |
| 16 | Valient Outlaw              | 13 novembre 1954  |
| 17 | The Judge of Black Mesa     | 20 novembre 1954  |
| 18 | Frontier Empire             | 27 novembre 1954  |
| 19 | Trouble in Sundown          | 4 dicembre 1954   |
| 20 | Outlaw's Justice            | 11 dicembre 1954  |
| 21 | The Golden Ring of Cibola   | 18 dicembre 1954  |
| 22 | Overland Stage              | 25 dicembre 1954  |
| 23 | Devil's Remuda              | 1º gennaio 1955   |
| 24 | The Phantom Uprising        | 8 gennaio 1955    |
| 25 | Mission to Alkali           | 15 gennaio 1955   |
| 26 | Incident at Wagontire       | 22 gennaio 1955   |

## Trails Westward
- Prima televisiva: 31 luglio 1954

### Trama
- Guest star: Holly Bane, Sheb Wooley, Madge Meredith, Harry Hickox, George Chandler, Dan White

## Stampede Fury
- Prima televisiva: 7 agosto 1954

### Trama
- Guest star: Tim Graham, Gil Warren, Denver Pyle, Pamela Duncan, Peter Mamakos, Henry Rowland, Nan Leslie

## Bullets of Mystery
- Prima televisiva: 14 agosto 1954

### Trama
- Guest star: Henry Rowland, Peter Mamakos, Kermit Maynard, Edward Colmans, Lyle Talbot, Pamela Duncan, Denver Pyle, Nan Leslie

## The Wrong Man
- Prima televisiva: 21 agosto 1954

### Trama
- Guest star: Harry Hickox, George Chandler, Morgan Shaan, Heenan Elliott, Holly Bane, Sheb Wooley, Madge Meredith

## The Gatling Gun
- Prima televisiva: 28 agosto 1954
- Diretto da: Paul Landres
- Scritto da: Barry Shipman

### Trama
- Guest star: Sally Payne (Belle), George D. Wallace (Rafe), Don C. Harvey (Commissioner Fleming), Francis McDonald (Sagal), Steve Raines (Telegraph Worker), X Brands (Army Orderly), Guy Teague (membro della banda), Carol Henry (scagnozzo), Richard Farnsworth (cocchiere), Charlita (cameriera), Tristram Coffin (colonnello Culver)

## Powder Depot
- Prima televisiva: 4 settembre 1954

### Trama
- Guest star: J. Pat O'Malley, Sally Payne, Don C. Harvey, Paul McGuire, George D. Wallace, Francis McDonald, Tristram Coffin

## The Hermit of Indian Ridge
- Prima televisiva: 11 settembre 1954

### Trama
- Guest star: Duane Grey, Dennis Moore, Elaine Williams, Richard "Dick" Simmons, Phyllis Coates

## Riders of the Hooded League
- Prima televisiva: 18 settembre 1954
- Diretto da: Philip Ford
- Scritto da: Barry Shipman

### Trama
- Guest star: Richard "Dick" Simmons, Dennis Moore, Ted Mapes, Boyd Stockman (guests star), Duane Grey, Phyllis Coates

## Frontier of Challenge
- Prima televisiva: 25 settembre 1954

### Trama
- Guest star: Sally Payne, Don C. Harvey, Charlita, Francis McDonald, Tristram Coffin, George D. Wallace

## Trail to Bordertown
- Prima televisiva: 2 ottobre 1954
- Diretto da: John English
- Scritto da: Norman Hall

### Trama
- Guest star: Sheb Wooley (Johnny), Gilbert Warren (Watson), George Chandler (Steve Brent), Harry Hickox (sceriffo), Fred Carson (scagnozzo), X Brands (fuorilegge), Holly Bane (William Redman), Carol Henry (Hank), Steve Raines (Dillon), Madge Meredith (Ruth Haines)

## No Man's Law
- Prima televisiva: 9 ottobre 1954
- Diretto da: John English

### Trama
- Guest star: Richard Garland, Harry Harvey, X Brands, Stanley Price, Lee Van Cleef (Vance Howard), Linda Stirling

## The Missing Hacienda
- Prima televisiva: 16 ottobre 1954
- Diretto da: John English
- Scritto da: Sloan Nibley

### Trama
- Guest star: Harry Harvey, Glen Kilburn, Pete Dunn, Virginia Carroll, James Diehl, Richard Garland (Eli Thatcher), Lee Van Cleef (sceriffo Ned Jackson)

## Renegades at Rejo
- Prima televisiva: 23 ottobre 1954

### Trama
- Guest star: Myron Healey, Pierce Lyden, J. Pat O'Malley (guests star), Kenne Duncan, Elaine Williams, William Henry

## Ghost Town Garrison
- Prima televisiva: 30 ottobre 1954
- Diretto da: Charles S. Gould
- Scritto da: Barry Shipman

### Trama
- Guest star: Myron Healey, Pierce Lyden, Elaine Williams, Kenne Duncan, William Henry

## Eyes of the Outlaw
- Prima televisiva: 6 novembre 1954
- Diretto da: Paul Landres
- Scritto da: Barry Shipman

### Trama
- Guest star: Gregg Barton, Richard Avonde, Terry Frost, Jerome M. Sheldon, John Pickard, Tom Irish, Susan Cummings

## Valient Outlaw
- Prima televisiva: 13 novembre 1954
- Diretto da: John English
- Scritto da: Barry Shipman

### Trama
- Guest star: Raymond Hatton, Harry Harvey, Jr., James Craven, Harry Lauter, Jean Howell

## The Judge of Black Mesa
- Prima televisiva: 20 novembre 1954

### Trama
- Guest star:

## Frontier Empire
- Prima televisiva: 27 novembre 1954

### Trama
- Guest star: Anne Kimbell, Steve Darrell, Ted Stanhope, Virginia Carroll, Terry Frost, Mauritz Hugo, James Best

## Trouble in Sundown
- Prima televisiva: 4 dicembre 1954
- Diretto da: John English
- Scritto da: Sloan Nibley

### Trama
- Guest star: Jan Shepard, Larry Hudson, Terry Frost, Frank Gerstle, Hal K. Dawson, Chris Alcaide

## Outlaw's Justice
- Prima televisiva: 11 dicembre 1954

### Trama
- Guest star: Hal K. Dawson, Terry Frost, Larry Hudson, Chris Alcaide, Jan Shepard

## The Golden Ring of Cibola
- Prima televisiva: 18 dicembre 1954

### Trama
- Guest star: Nan Leslie

## Overland Stage
- Prima televisiva: 25 dicembre 1954
- Diretto da: Paul Landres
- Scritto da: Barry Shipman

### Trama
- Guest star: Tom Irish, Richard Avonde, Frank Gerstle, Gregg Barton, Pierce Lyden, Terry Frost, Susan Cummings

## Devil's Remuda
- Prima televisiva: 1º gennaio 1955
- Diretto da: Paul Landres
- Scritto da: Barry Shipman

### Trama
- Guest star: Tom Irish, William Fawcett, John Damler, Richard Avonde, Sheb Wooley, Susan Cummings

## The Phantom Uprising
- Prima televisiva: 8 gennaio 1955
- Diretto da: John English
- Scritto da: Barry Shipman

### Trama
- Guest star: James Best, William Fawcett, Jack Mulhall, Fred Carson, Mauritz Hugo, Steve Darrell, Anne Kimbell

## Mission to Alkali
- Prima televisiva: 15 gennaio 1955

### Trama
- Guest star: Jan Arvan, Terry Frost

## Incident at Wagontire
- Prima televisiva: 22 gennaio 1955
- Diretto da: John English
- Scritto da: Sloan Nibley

### Trama
- Guest star: Linda Stirling, Lee Van Cleef, X Brands, Joe Haworth, Richard Garland, Harry Harvey, Steve Raines